# Nafaqah
Náfaqah (en árabe: نَفَقَة‎) es el término legal islámico para el apoyo financiero que un esposo debe proporcionar a su esposa durante el matrimonio y por un tiempo después del divorcio. En virtud de un contrato de matrimonio islámico, el esposo está obligado a pagar la vivienda, la comida y la ropa de su esposa en el transcurso de su matrimonio. En caso de divorcio, se estipula el mismo modo de manutención durante tres meses después. Dependiendo de la clase social y los términos del acuerdo, la náfaqah también puede incluir apoyo para los familiares o sirvientes de la esposa, a fin de proporcionar un nivel de vida acorde al de sus compañeros.